# Över mig reningsfloden nu flyter
Över mig reningsfloden nu flyter är en sång med text och musik från 1895 av Evangeline Booth.

## Publicerad i
- Frälsningsarméns sångbok 1929 som nr 89 i kördelen under rubriken "Helgelse".
- Frälsningsarméns sångbok 1968 som nr 82 i kördelen under rubriken "Helgelse".
- Frälsningsarméns sångbok 1990 som nr 808 under rubriken "Helgelse".